# Valdesquí

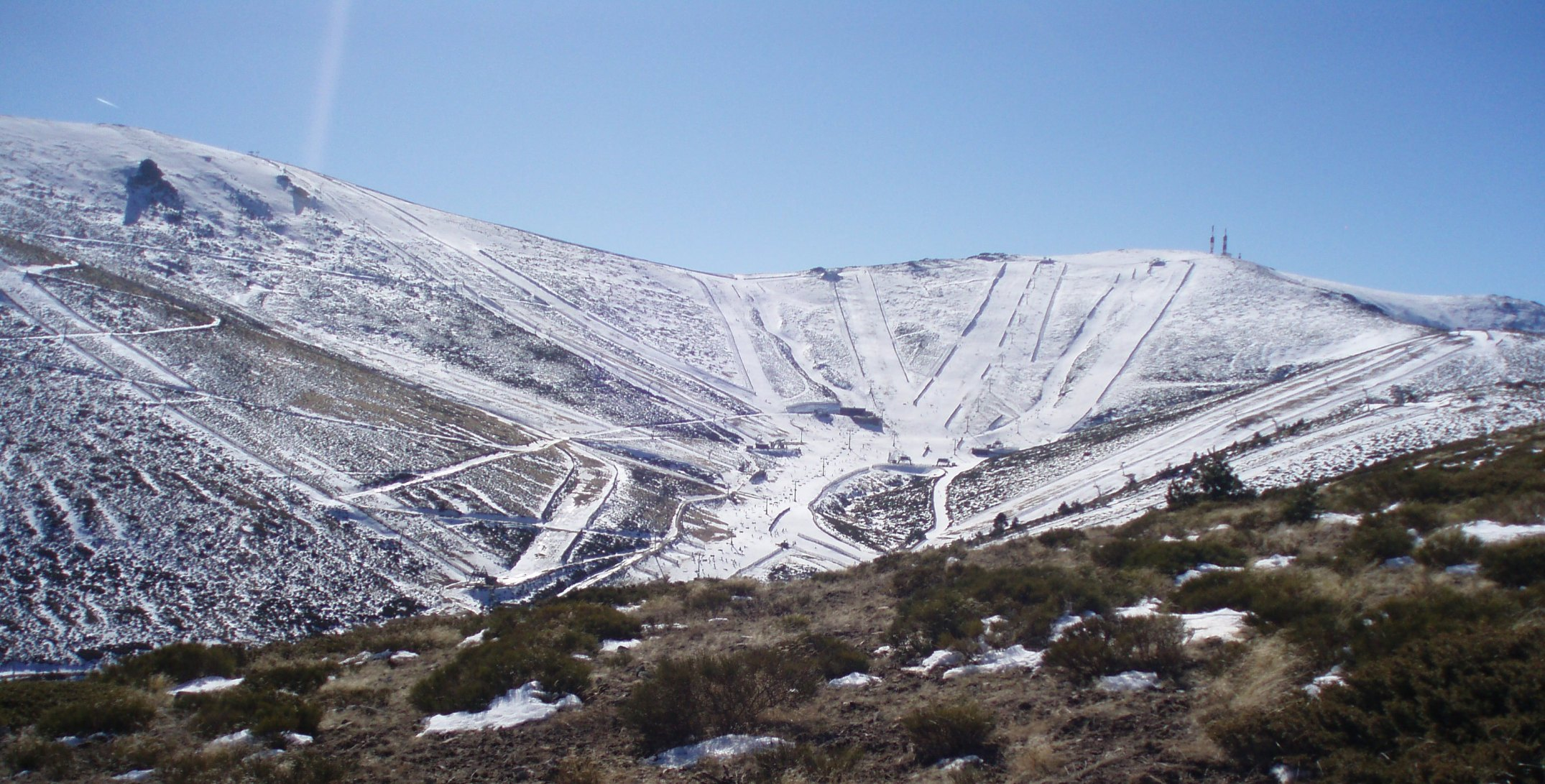
Vista hivernal de Valdesquí des de la loma del Noruego

Valdesquí és una estació d'esquí que està situada en la Serra de Guadarrama (serra pertanyent al Sistema Central), al vessant nord de les muntanyes de la Bola del Món i el Turó de Valdemartín. Se situa en el terme municipal de Rascafría, en el nord-oest de la Comunitat de Madrid. Tot i que la seva superfície esquiable de 220 hectàrees és petita es compara amb les estacions dels Pirineus o els Alps, és la més gran i transitada de tota la serra i la Comunitat de Madrid. Té 19,5 km esquiables, 21 remuntadors, i accés amb autobús i tren des de Madrid.

## Descripció
És una petita estació d'esquí amb una cota mínima bastant elevada, 1.860 m que assegura durant bona part de la temporada una gran quantitat de neu i de qualitat. La seva cota màxima és 2.280 m, i disposa de 27 km. esquiables repartits en 27 pistes, 3 d'elles vermelles, 15 blaves i 9 verdes, i canons de neu per reforçar la quantitat de neu disponible. Des dels seus bells paratges és possible entrellucar les províncies de Segòvia i de Madrid.
Aquesta estació, inaugurada el 1972, constituïx una de les zones d'oci preferides per als habitants de Madrid i Segòvia per la proximitat a la capital i per la bona comunicació que té, ja que s'hi pot arribar amb tren i amb autobús. Les pistes d'aquesta estació no són especialment complicades, pel que és molt concorreguda per famílies i principiants. El fet d'estar emplaçada en el vessant nord fa que rebi una gran quantitat de neu de les borrasques procedents del nord i que al seu torn la neu es mantingui particularment bé en les pistes. Aquests factors són les claus del gran èxit que té l'estació.

## Serveis

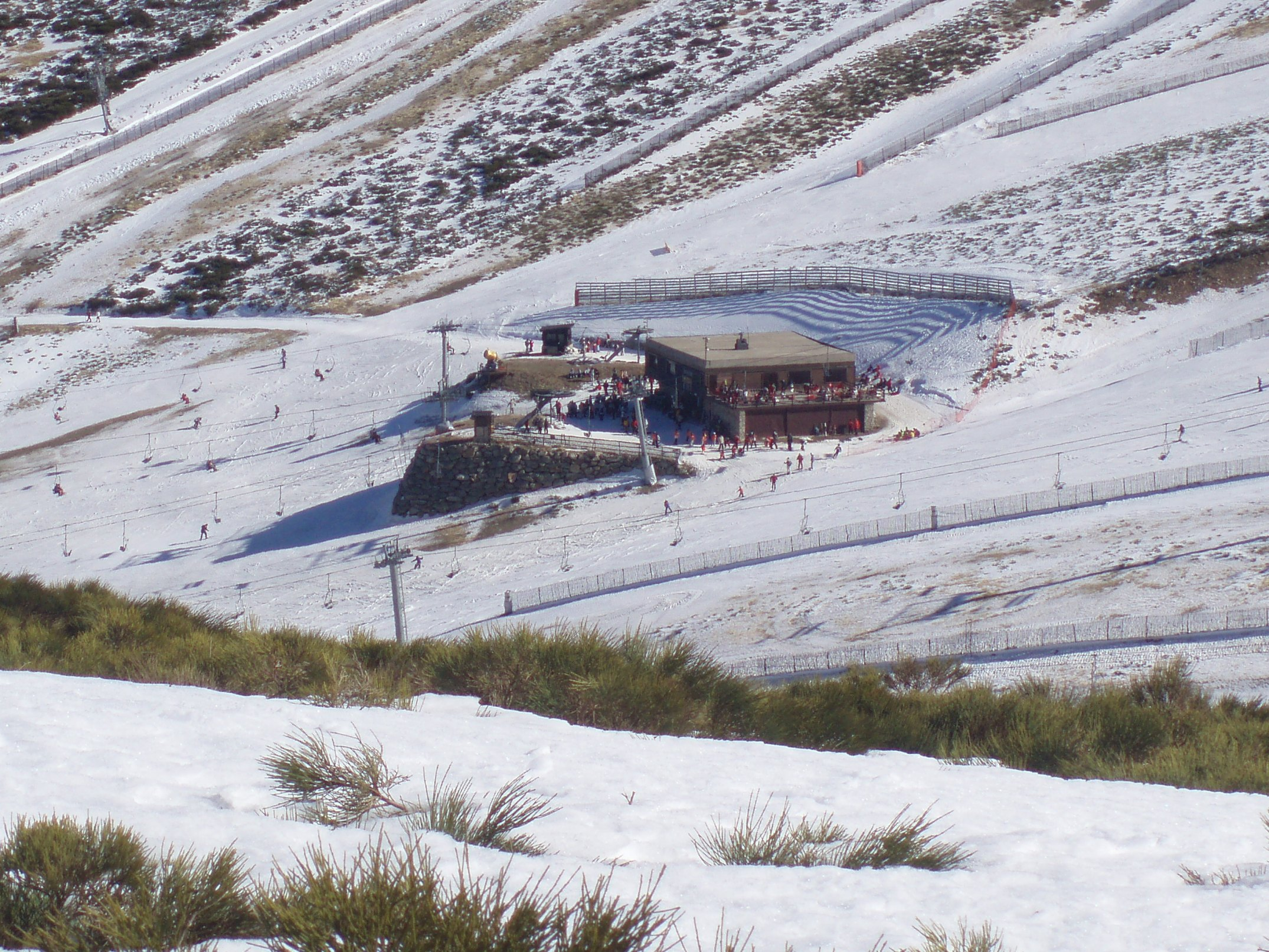
Cafeteria situada en el centre de l'estació d'esquí.

Valdesquí té dues cafeteries, lloguer de material, escola d'esquí, clínica de primers auxilis, pàrquing privat, aparcament públic, motos de neu, màquines de trepitjar la neu, camions Unimoc para la neteja d'accessos, telèfon, oficina d'atenció al client, megafonia, venda d'articles d'esquí i snow, taquilles i control d'accés a pistes. Bàsicament aquest centre oferix els serveis habituals per a gaudir de la pràctica de l'esquí sense altre tipus d'experiències fora d'aquest esport.
Existeix una línia d'autobusos regionals, la 691, que surt de l'Estació de Moncloa a Madrid i que duu a l'estació d'esquí, parant abans en els ports de Navacerrada i Cotos. En ferrocarril es pot accedir fins a l'Estació de Cotos, pertanyent a la Línia C-9 de Rodalia Madrid, situada en el port del mateix nom, a 2,7 km de Valdesquí.